# Terphothrix tibialis
Terphothrix tibialis är en fjärilsart som beskrevs av Walker 1855. Terphothrix tibialis ingår i släktet Terphothrix och familjen tofsspinnare. Inga underarter finns listade i Catalogue of Life.